# Richard Wegmann
Richard Peter Matthias Wegmann (* 19. Januar 1886 in Rothenditmold Stadt Kassel; † 30. September 1954 in Schlüchtern) war ein deutscher Gutsbesitzer, Politiker (DNVP) und Abgeordneter des Provinziallandtages der preußischen Provinz Hessen-Nassau.

## Leben
Richard Wegmann wurde als Sohn des Kommerzienrats Peter Wegmann und dessen Ehefrau Maria Nix geboren. Er war Besitzer des Röhrigshofes in Klosterhöfe und engagierte sich in der Kommunalpolitik. Er trat der Hessischen Arbeitsgemeinschaft bei und erhielt 1930 als einer ihrer Vertreter einen Sitz im Kurhessischen Kommunallandtag des Regierungsbezirks Kassel, aus dessen Mitte er zum Abgeordneten des Provinziallandtages der Provinz Hessen-Nassau bestimmt wurde. Er blieb bis zum Jahre 1932 in den Parlamenten. 
Wegmann verließ die Arbeitsgemeinschaft und  trat der Deutschnationalen Volkspartei (DNVP) bei. Zugleich hatte er im Stahlhelm eine führende Position. 1932 sah er sich dem Vorwurf ausgesetzt, bei Versammlungen der DNVP als deren Gauleiter und Redner abfällige Bemerkungen über den „Führer“ gemacht zu haben. Ebenso stand der Vorwurf im Raum, er habe den „Führer“ beleidigt, weil er seinem Zuchtbullen den Namen „Hitler“ gegeben habe. Anfang August 1933 kam er deswegen in „Schutzhaft“. Diese Maßnahme fand ihre Grundlage im Ermächtigungsgesetz vom 24. März 1933. Dadurch wurde die Beseitigung politischer Gegner legalisiert.
Wegmann war auch Mitglied des Kreistages Schlüchtern. Durch Urteil der Dienstkammer bei der Bezirksregierung Kassel vom 9. September 1935 wurde ihm das Mandat für den Kreisausschuss/Kreistag entzogen, weil er sich zuvor geweigert hatte, freiwillig auf sein Amt zu verzichten. 
1918 hatte Wegmann in Kassel Josefine Henriette Freiin von Hövel (1891–1970) geheiratet.